# Thorben Albrecht

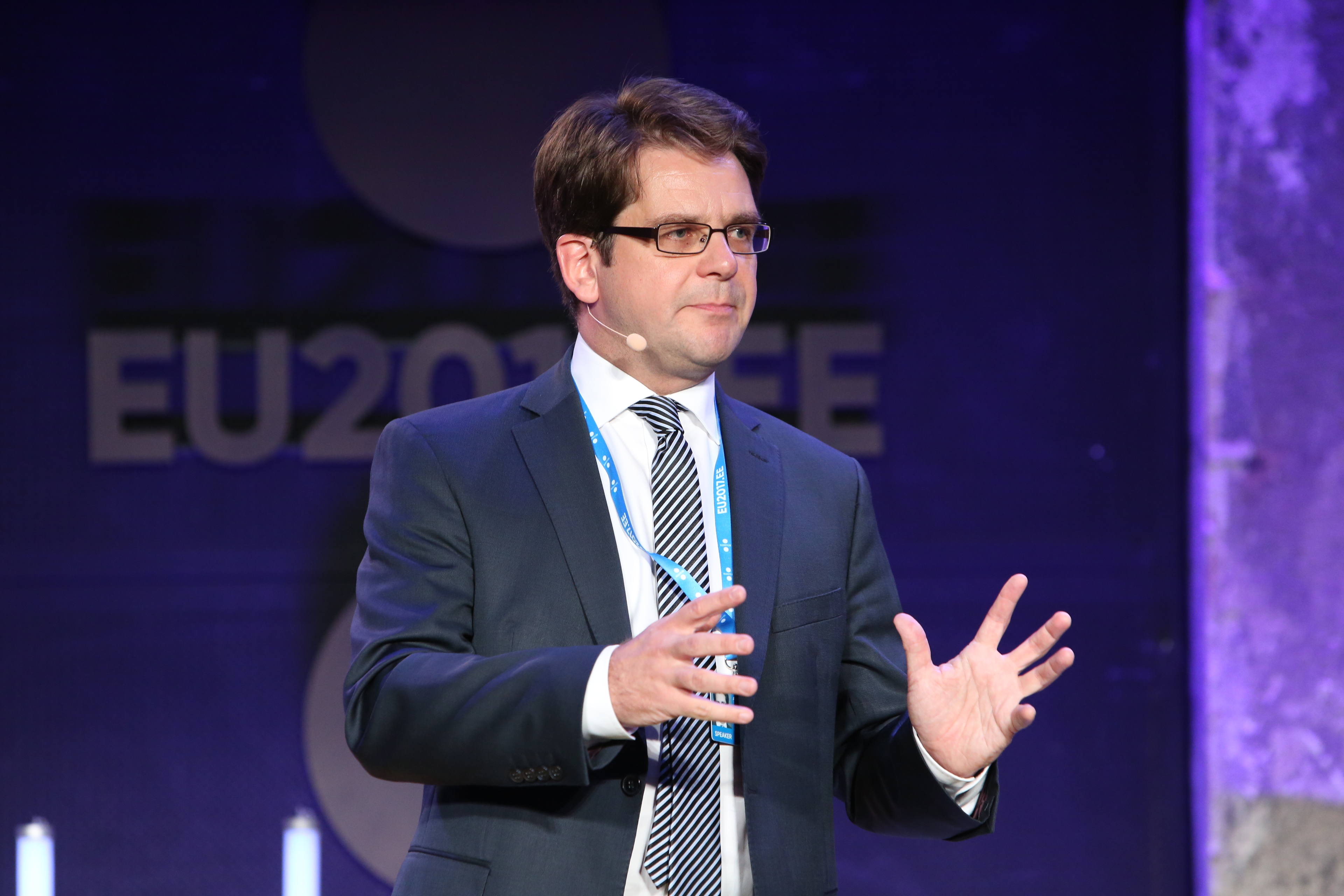
Thorben Albrecht (2017)

Thorben Albrecht (* 2. Februar 1970 in Lüneburg) ist ein deutscher Politiker und Gewerkschafter. Zurzeit ist er Leiter Politik bei der IG Metall. Er war von Januar 2014 bis März 2018 beamteter Staatssekretär im Bundesministerium für Arbeit und Soziales (BMAS) und von April 2018 bis Dezember 2019 Bundesgeschäftsführer der SPD.
Zu seinen wichtigsten Gesetzgebungsprojekten als Staatssekretär zählt unter anderem das Tarifautonomiestärkungsgesetz, mit dem der gesetzliche Mindestlohn in Deutschland eingeführt wurde. Zudem hat er den Dialogprozess „Arbeiten 4.0“ angestoßen. Mit diesem bis Ende 2016 angelegten Prozess führte das Bundesministerium für Arbeit und Soziales einen öffentlichen Dialog über die Zukunft der Arbeitsgesellschaft und die Voraussetzungen für „Gute Arbeit“ im digitalen Zeitalter. Damit wurde ein wichtiger Impuls für eine breitere gesellschaftliche Debatte über die Gestaltung der Zukunft der Arbeit gesetzt.
In der Zeit der Regierungsbildung von Oktober 2017 bis März 2018 verantwortete er als einziger beamteter Staatssekretär alle Abteilungen des BMAS.
Im August 2017 ist Thorben Albrecht in die von der internationalen Arbeitsorganisation (ILO) eingesetzten „Global Commission on the Future of Work“ berufen worden. Insgesamt wurden zwanzig „eminent individuals with outstanding personal achievements and vision, participating in their individual capacity“ berufen, die sich im Rahmen der Jahrhundertinitiative der ILO mit den Fragen der sich immer schneller verändernden Arbeitswelt und daraus entstehenden Gestaltungsnotwendigkeiten beschäftigen.
Thorben Albrecht ist zudem einer von 27 Experten in dem von der IG Metall gegründeten Beirat „Zukunft der Arbeit“, in dem Fachleute und Entscheider aus Industrie, Wissenschaft und Politik gemeinsam über die Gestaltung der Digitalisierung der industriellen Arbeit beraten.
Er ist Mitglied im Vorstand der Hans-Böckler-Stiftung, im Beirat der Stiftung Arbeit und Umwelt und im Aufsichtsrat der Homag Group AG.
Thorben Albrecht ist Mitglied der SPD und der Gewerkschaften IG Metall und ver.di.

## Leben
Thorben Albrecht wuchs im niedersächsischen Böddenstedt auf. Nach dem Abitur am Herzog-Ernst-Gymnasium in Uelzen begann er ein Studium der Geschichte, Philosophie und Politikwissenschaft an der Universität Hannover, das er 1996 mit dem Magister Artium abschloss. Er war Geschäftsführer der Jusos, bevor er von 1999 bis 2003 Büroleiter des stellvertretenden SPD-Vorsitzenden Rudolf Scharping wurde. Von 2003 bis Ende 2007 arbeitete er als Referatsleiter für Europapolitik beim Bundesvorstand des DGB und war währenddessen stellvertretendes Mitglied im Vorstand des Europäischen Gewerkschaftsbundes (EGB) sowie stellvertretendes Mitglied im Europäischen Wirtschafts- und Sozialausschuss (EWSA). Anschließend war er Büroleiter von Andrea Nahles im SPD-Parteivorstand während ihrer Zeit als SPD-Vize und Generalsekretärin. Ab Februar 2011 folgte er Benjamin Mikfeld als Leiter der Abteilung für politische Planung und Analysen und war damit im von Nahles geleiteten Wahlkampfteam der SPD zur Bundestagswahl 2013 zuständig für das Wahlprogramm der SPD und die Formulierung des Koalitionsvertrages mit der CDU/CSU.
Nachdem Andrea Nahles in der Großen Koalition Bundesministerin für Arbeit und Soziales geworden war, holte sie ihn ab Januar 2014 als Staatssekretär erneut in ihr enges Führungsteam.
Thorben Albrecht ist verheiratet und hat eine Tochter.